# Mundell Lowe
Mundell Lowe (Laurel, 1922. április 21. – San Diego, 2017. december 2.) amerikai dzsesszgitáros.

## Pályafutása
Baptista lelkész fiaként egy tanyán nőtt fel Mississippi államban. Nyolc éves korában kezdett gitározni, apja és a nővére tanította. Tizenhárom éves korától zenekarokban játszott. A második világháború alatt katonai szolgálatot teljesített.
Guadalcanalban a hadsereg tánczenekarában lépett fel. Leszerelése után két évet játszott egy nagyzenekarban New Yorkban, majd csatlakozott a Benny Goodman zenekarához.
1950-ben bekerült az NBC stúdiózenészei közé.
A dzsesszvilágban játszott Jimmy Dorsey és Tommy Dorsey, Bill Evans, Billie Holiday, Red Norvo, Charles Mingus, Charlie Parker, Miles Davis, Ella Fitzgerald, Lester Young, Dinah Washington, Ben Webster és még sokak mellett.
Mundell Lowe gyakran rádió-, televízió-, illetve filmzene stúdiózenész volt. Az  1970-es években film- és főleg tévésorozatokban dolgozott, mint például a Starsky és Hutchban. Az 1990-es években André Previn triójában játszott.
Utolsó éveiben (harmadik felesége, Betty Bennett mellett – 42 évig) Diegoban élt. 2017. december 2-án hunyt el, 95 éves korában.

## Lemezek
- Second Time Around (1998)
- Jazz at the Musikverein (1997)
- The Return of the Great Guitars (1996)
- Souvenirs (1996)
- Showboat (1995)
- Old Friends (1991)
- Andre’ Previn Trio (1991)
- Uptown (1990)
- Tete’ Montoliu With Mundell Lowe (1990)
- Mundell Lowe Tete’ Montoliu (1990)
- Mundell Lowe Presents Transit West (1984)
- Paradise Cafe (1984)
- The Incomparable (1978)
- Mundell Lowe, Guitar Player (1976)
- California Guitar (1974)
- Billy Jack  (movie soundtrack, 1972)
- Satan In High Heels (movie soundtrack, 1962)
- Patter of Evil (1961)
- The Original (1961)
- Midnight Food (1960)
- Mundell Lowe Quintet (1959)
- TV Action Jazz (1957)
- Porgy and Bess (1954)
- Mundell Lowe Quintet (1953)
- Mundell Lowe Conducts New Music of Alec Wilder (1952)
- Grand Night for Swinging (1952)
- Guitar Moods (1950)